# Leptorchestes cinctus
Leptorchestes cinctus är en spindelart som först beskrevs av Dugès 1836.  Leptorchestes cinctus ingår i släktet Leptorchestes och familjen hoppspindlar. Inga underarter finns listade i Catalogue of Life.